# سان لوريثو دي لا موغا
بلدية سان لوريثو دي لا موغا (بالإسبانية: San Lorenzo de la Muga) هي بلدية تقع في مقاطعة جرندة التابعة لمنطقة كتالونيا شمال شرق إسبانيا.

## الديموغرافيا
بلغ عدد سكان بلدية سان لوريثو دي لا موغا 227 نسمة عام 2011 (وفقاً للمعهد الوطني الإسباني للإحصاء).
| 131 | 152 | 188 | 202 | 215 | 213 | 227 |